# Харліївська сільська рада
Харліївська сільська рада — колишня адміністративно-територіальна одиниця та орган місцевого самоврядування у Попільнянському районі Білоцерківської округи, Київської й Житомирської області Української РСР та України з адміністративним центром у c. Харліївка.

## Населені пункти
Сільській раді були підпорядковані населені пункти:
- с. Харліївка

## Населення
Відповідно до результатів перепису населення СРСР, кількість населення ради станом на 12 січня 1989 року становила 790 осіб.
Станом на 5 грудня 2001 року, відповідно до перепису населення України, кількість мешканців сільської ради становила 686 осіб.

## Склад ради
Рада складалася з 12 депутатів та голови.

### Керівний склад сільської ради
| ПІБ                         | Основні відомості                                            | Дата обрання | Дата звільнення |
| --------------------------- | ------------------------------------------------------------ | ------------ | --------------- |
| Руденко Світлана Миколаївна | Сільський голова, 1962 року народження, освіта, позапартійна | 26.03.2006   | 31.10.2010      |
| Шуляр Іван Іванович         | Сільський голова, 1952 року народження, освіта вища          | 31.10.2010   |                 |

Примітка: таблиця складена за даними джерела

## Історія
Створена 1923 року в с. Харліївка Попільнянської волості Сквирського повіту Київської губернії. 7 березня 1923 року включена до складу новоутвореного Попільнянського району Білоцерківської округи.
Станом на 1 вересня 1946 року та 1 січня 1972 року сільська рада входила до складу Попільнянського району Житомирської області, на обліку в раді перебувало с. Харліївка.
Ліквідована 28 грудня 2016 року через об'єднання до складу Андрушківської сільської територіальної громади Попільнянського району Житомирської області.